# Dolicheremaeus nasalis
Dolicheremaeus nasalis är en kvalsterart som beskrevs av Hammer 1981. Dolicheremaeus nasalis ingår i släktet Dolicheremaeus och familjen Tetracondylidae. Inga underarter finns listade i Catalogue of Life.